# 1. slovenská národní hokejová liga 1985/1986
1. slovenská národní hokejová liga 1985/1986 byla 17. ročníkem jedné ze skupin československé druhé nejvyšší hokejové soutěže.

## Systém soutěže
Všech 12 týmů se v základní části utkalo čtyřkolově každý s každým (celkem 44 kol). Tým na prvním místě se utkal s vítězem 1. ČNHL v sérii na tři vítězné zápasy. Vítěz této série postoupil do nejvyšší soutěže.
Tým na poslední pozici sestoupil do 2. SNHL.

## Základní část
| Poř. | Tým                            | Zápasy | Výhry | Remízy | Prohry | Skóre   | Body |
| ---- | ------------------------------ | ------ | ----- | ------ | ------ | ------- | ---- |
| 1.   | VTJ Michalovce                 | 44     | 27    | 9      | 8      | 219:111 | 63   |
| 2.   | ZŤS Martin                     | 44     | 25    | 7      | 12     | 205:133 | 57   |
| 3.   | PS Poprad                      | 44     | 24    | 6      | 14     | 191:135 | 54   |
| 4.   | Spartak ZŤS Dubnica nad Váhom  | 44     | 23    | 6      | 15     | 168:142 | 52   |
| 5.   | ZVL Skalica                    | 44     | 23    | 6      | 15     | 154:146 | 52   |
| 6.   | Plastika Nitra                 | 44     | 21    | 8      | 15     | 164:143 | 50   |
| 7.   | Iskra Smrečina Banská Bystrica | 44     | 20    | 7      | 17     | 158:148 | 47   |
| 8.   | ZTK Zvolen                     | 44     | 19    | 5      | 20     | 180:172 | 43   |
| 9.   | VTJ Topoľčany                  | 44     | 18    | 4      | 22     | 182:158 | 40   |
| 10.  | Partizán Liptovský Mikuláš     | 44     | 13    | 6      | 25     | 131:192 | 32   |
| 11.  | ZPA Prešov                     | 44     | 12    | 4      | 28     | 142:231 | 28   |
| 12.  | ZVL Žilina                     | 44     | 3     | 4      | 37     | 124:307 | 10   |

- Tým VTJ Michalovce postoupil do kvalifikace o nejvyšší soutěž, kde se utkal s vítězem 1. ČNHL TJ Vítkovice, kterému podlehl 0:3 na zápasy (0:4, 4:8, 2:6).
- Tým ZVL Žilina sestoupil do 2. SNHL. Nahradil ho tým Slávia Ekonóm Bratislava.

## Kádr VTJ Michalovce
- Brankaři: Holubář, Varga, J. Haščák
- Hráči v poli: Baráth, M. Benkovič, Farkaš, Repka, Moták, Jiří Ševčík, Očenáš, Vavrečka, Hrtús, Veselovský, Kolečáni, Sládeček, Hulva, Bartánus, Juppa, Zatloukal, Hornák, Burger, J. Benkovič, Hromjak, Dujíček, Krejcha
- Trenéři: J. Hrabčák, Š. Petrus